# Villesèquelande
 Villesèquelande  es una población y comuna francesa, en la región de Languedoc-Rosellón, departamento de Aude, en el distrito de Carcasona y cantón de Alzonne.
Está integrada en la Communauté de communes du Cabardès - Canal du Midi.

## Demografía
| 392 | 440 | 427 | 464 | 384 | 379 | 393 | 385 | 378 | 379 | 362 | 315 | 327 | 311 | 321 | 364 | 355 | 395 | 414 | 406 | 384 | 393 | 400 | 390 | 350 | 355 | 348 | 342 | 455 | 521 | 506 | 571 |
| Para los censos de 1962 a 1999 la población legal corresponde a la población sin duplicidades (Fuente: INSEE [Consultar]) |     |     |     |     |     |     |     |     |     |     |     |     |     |     |     |     |     |     |     |     |     |     |     |     |     |     |     |     |     |     |     |